# District de Kahoku
Le district de Kahoku (河北郡, Kahoku-gun) est un district de la préfecture d'Ishikawa au Japon.
Au 1er février 2014, sa population était de 64 031 habitants pour une superficie de 130,82 km2.

## Communes du district
- Tsubata
- Uchinada